# Mikis Theodorakis
Mikis Theodorakis (græsk: Μίκης Θεοδωράκης, født 29. juli 1925 på øen Chios, død  2. september 2021) var en græsk komponist og politiker. Han er formentlig mest kendt for at have skrevet musikken til filmen Zorba fra 1964.
Theodorakis var af kretensisk afstamning og boede mange forskellige steder i Grækenland. 
Han var klassisk uddannet komponist. Fra 1954 til 1960 boede han dels i Paris dels i London. Hans mange kompositioner tæller 8 symfonier, musik til ballet og film, en del kammermusik og nogle store korværker, der regnes for hans centrale kompositioner. Hans alsidige musikalske værker afsøger mange grænser inden for musikkens stilarter, og han kombinerede flere korværker med poetiske oplæsninger af de store græske digteres værker. Gennem hele hans musikalske produktion lå der en tydelig undertone af græsk folkemusik, og hans brug af populære sangere i hovedpartierne i de store sangcykli har været en kilde til megen diskussion og kritik blandt de mere puristiske, klassiske musikanmeldere. Theodorakis regnede selv sit hovedværk for at være Axion Esti, en sangcyklus hvor hovedpartiet er blevet fortolket af flere af Grækenlands store populære sangere, bl.a. Maria Farandouri, Grigoris Bithikotsis, George Dalaras og Jannis Kotsiras. 
Theodorakis kæmpede i modstandsbevægelsen under 2. verdenskrig og blev taget til fange i Tripoli. Han blev udsat for tortur, som mærkede ham for livet. Da han senere blev sat fri, sluttede han sig til den græske partisanbevægelse EAM og kæmpede på deres side under den græske borgerkrig, der varede fra 1945 til 1949. Han blev fanget og sendt i eksil på øen Ikaria. Senere blev han overført til øen Makronisos, der nærmest fungerede som en koncentrationslejr under borgerkrigen. Her blev han atter udsat for tortur.
Theodorakis blev internationalt berømt, da han skrev musikken til filmen Zorba i 1964. I 1967 kom den græske junta til magten ved et kup, og Theodorakis gik under jorden. Det fascistiske oberstregime udstedte et forbud mod at spille og sågar lytte til hans musik i Grækenland. På et tidspunkt blev han arresteret, sat i fængsel og senere fordrevet til Zatouna sammen med sin kone Myrto og deres to børn Margarita og Giorgos. Senere blev han interneret i koncentrationslejren Oropos. 
En international solidaritetsbevægelse, der talte navne som Dmitrij Sjostakovitj, Leonard Bernstein, Arthur Miller og Harry Belafonte, lagde så meget pres på oberstregimet, at Theodorakis blev sat fri. I stedet blev han sendt i eksil og slog sig ned i Paris indtil juntaens fald i 1974. 
Hans modstand mod den græske militærjunta gjorde hans musik til et symbol for det græske folks frigørelse. Da juntaen faldt i 1974 efter 7 års brutal undertrykkelse af det græske folks frihed, vendte Theodrakis tilbage til Grækenland i triumf. Han fortsatte sit kunstneriske virke og turnerede intensivt både inden- og udenlands. Han benyttede sig af sine mange internationale kontakter til at skabe fokus på vilkårene for de undertrykte overalt i verden. Flere gange blev han indvalgt i det græske parlament (1981-1986 og 1989-1993), og i to år (1990-1992) var han minister i Konstantin Mitsotakis' regering. Hans kamp for fred og fredelig sameksistens resulterede i, at han i 1986, sammen med den tyrkiske komponist og musiker Zülfü Livaneli, dannede den Græsk-Tyrkiske Venskabsforening. 
Theodorakis var i flere omgange musikalsk leder af Det Græske Radiosymfoniorkester. Han var aktiv i en høj alder og skrev i 2006 en stor sangcyklus "Odyseen" til digte af Kostas Kartelias. Værket udkom i 2007 i en indspilning med Theodorakis' foretrukne kvindelige fortolker Maria Farandouri. 

## Udvalgte værker
- Symfoni i tre satser (1947/1948) - for orkester
- Symfoni nr. 1 (1953) (Proti Simfonia) - for orkester
- Symfoni nr. 2 "Jordens sang" (1981) (Tekst: Mikis Theodorakis) - for børnekor, klaver og orkester
- Symfoni nr. 3 (1981) "Byzantinske salmer" - for sopran, kor og orkester
- Symfoni nr. 4 "koren" (1986-1987) - for sopran, mezzosopran, fortæller, kor og orkester uden strygere
- Symfoni nr. 5 (19?) (ikke publiceret) - for orkester
- Symfoni nr. 6 (19?) (ikke publiceret) - for orkester
- Symfoni nr. 7 "forår" (1983) - for 4 solister, kor og orkester
- Suite nr. 1 (1955) - for klaver og orkester
- Suite nr. 2 (1955-1956) - for orkester
- Suite nr. 3 "Moderen" (1956) - for kor og orkester
- Klaverkoncert (1958) - for klaver og orkester